# Миколайчик, Беата
Беа́та Микола́йчик (пол. Beata Mikołajczyk; 15 октября 1985, Быдгощ) — польская гребчиха-байдарочница, выступает за сборную Польши с 2004 года. Серебряная и бронзовая призёрша летних Олимпийских игр, чемпионка мира, пятикратная чемпионка Европы, бронзовая призёрша Европейских игр в Баку, победительница многих регат национального и международного значения.

## Биография
Беата Миколайчик родилась 15 октября 1985 года в городе Быдгоще Куявско-Поморского воеводства. Активно заниматься греблей на байдарках начала в раннем детстве, проходила подготовку в местном спортивном клубе UKS Kopernik.
Первого серьёзного успеха на взрослом международном уровне добилась в 2004 году, когда попала в основной состав польской национальной сборной и выступила на домашнем чемпионате Европы в Познани, где стала серебряной призёршей в зачёте одиночных байдарок на дистанции 1000 метров. Год спустя на европейском первенстве в той же Познани среди четвёрок выиграла бронзу на пятистах метрах и золото на тысяче метрах. Ещё через год на аналогичных соревнованиях в чешском Рачице получила серебро в полукилометровой гонке одиночек.
В 2008 году Миколайчик выиграла серебряную медаль на чемпионате Европы в Милане и благодаря череде удачных выступлений удостоилась права защищать честь страны на летних Олимпийских играх в Пекине. Вместе с напарницей Анетой Конечной завоевала серебро, уступив только венгерскому экипажу Каталин Ковач и Наташи Янич. Была близка к медалям и в четвёрках на пятистах метрах, заняла здесь в итоге четвёртое место.
На чемпионате мира 2009 года в канадском Дартмуте Миколайчик одолела всех своих соперниц в километровой программе двухместных экипажей, завоевав тем самым награду золотого достоинства. В следующем сезоне на чемпионате Европы в испанской Корвере удостоилась бронзы в одиночной километровой дисциплине. В 2011 году получила серебро на европейском первенстве в Белграде и бронзу на мировом первенстве в Сегеде — обе медали в двойках на пятистах метрах. На чемпионате Европы следующего года в хорватском Загребе добавила в послужной список бронзовую награду в полукилометровой программе двоек и золотую награду в километровой программе двоек. Будучи в числе лидеров гребной команды Польши, благополучно прошла квалификацию на Олимпийские игры 2012 года в Лондоне — с новой напарницей Каролиной Наей на сей раз получила в двойках на пятистах метрах бронзу, проиграв экипажам из Германии и Венгрии. В четвёрках на пятистах метрах тоже дошла до финала, но в решающем заезде показала лишь четвёртый результат, немного не дотянув до призовых позиций.
После лондонской Олимпиады Беата Миколайчик осталась в основном составе польской национальной сборной и продолжила принимать участие в крупнейших международных регатах. Так, в 2013 году она побывала на чемпионате Европы в португальском городе Монтемор-у-Велью, где стала победительницей в обеих дисциплинах, в которых участвовала: в двойках на дистанциях 500 и 1000 метров. Кроме того, в этом сезоне на чемпионате мира в немецком Дуйсбурге выиграла серебро в двойках на двухстах метрах и бронзу в двойках на пятистах метрах. Год спустя на европейском первенстве в Бранденбурге получила серебряные медали на полукилометровой дистанции среди двоек и четвёрок, тогда как на мировом первенстве в Москве взяла бронзу в двойках на пятистах метрах и серебро в четвёрках на пятистах метрах.
В 2015 году на чемпионате Европы в Рачице Миколайчик трижды поднималась на пьедестал почёта, в том числе добыла серебро в двухсотметровом зачёте двоек, золото в полукилометровом зачёте и ещё одно серебро на километре. Отправилась представлять страну на первых Европейских играх в Баку, где стала бронзовой призёршей среди четырёхместных байдарок на дистанции 500 метров.
За выдающиеся спортивные достижения награждена золотым Крестом Заслуги (2008) и кавалерским рыцарским крестом Ордена Возрождения Польши (2013).